# Сонячне затемнення

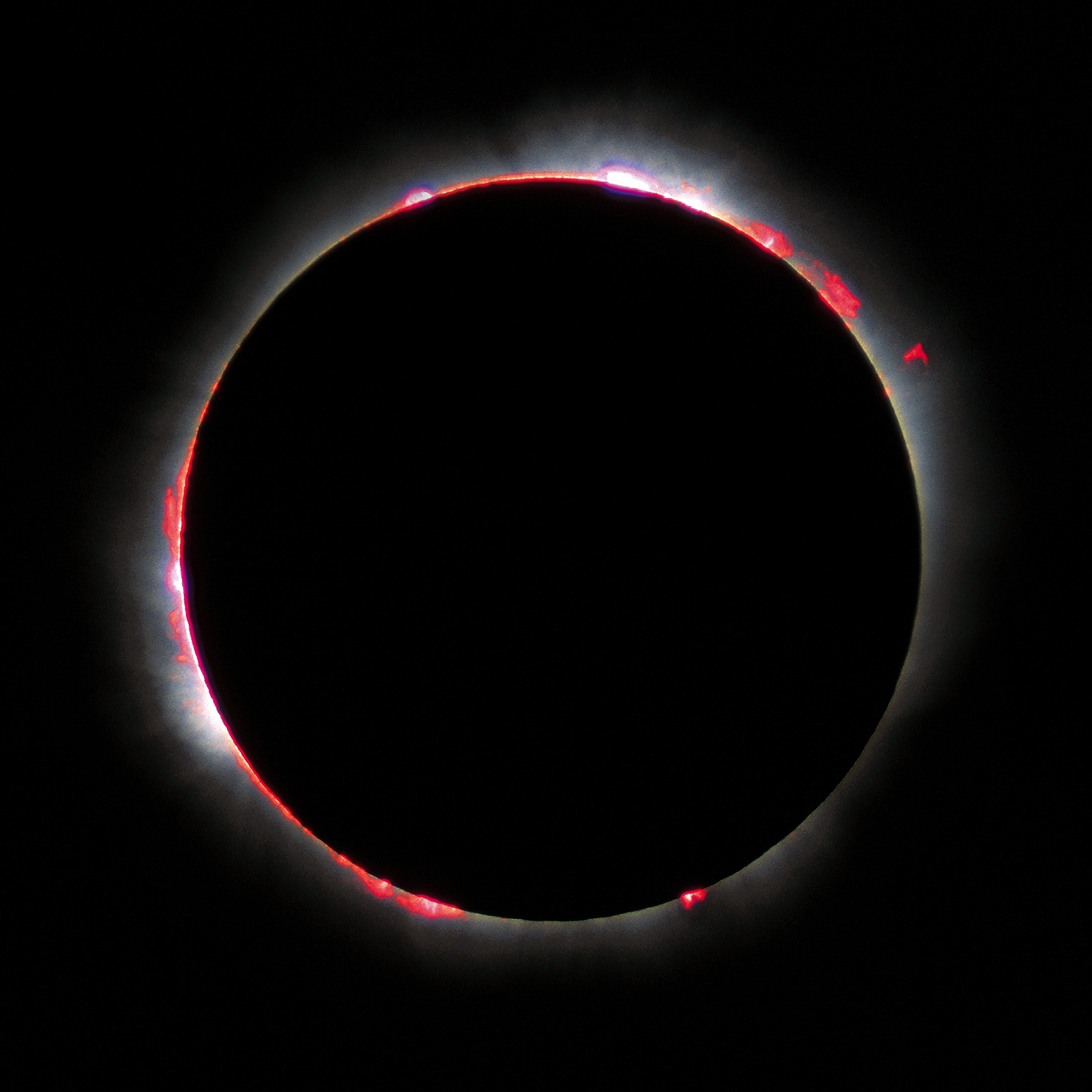
Повне затемнення Сонця у Франції в 1999 році

Повне затемнення Сонця у Франції в 1999 році

Сонячне затемнення — астрономічне явище, яке полягає в тому, що Місяць проходить між Землею та Сонцем, таким чином повністю або частково закриваючи вид на Сонце з невеликої частини Землі. Це може траплятись лише у фазі нового місяця, і лише коли Місяць проходить цю фазу близько до площини орбіти Землі, що відбувається приблизно кожні шість місяців.
Під час повного затемнення диск Сонця повністю закритий Місяцем. При часткових і кільцевих затемненнях закрита лише частина Сонця. На відміну від місячного затемнення, яке можна спостерігати з будь-якої точки нічного боку Землі, сонячне затемнення можна спостерігати лише з відносно невеликої ділянки світу. Таким чином, хоча повні сонячні затемнення на Землі відбуваються в середньому кожні 18 місяців, вони повторюються в будь-якому конкретному місці лише раз на 360-410 років.
Якби Місяць перебував на ідеальній круговій орбіті й у тій самій орбітальній площині, що й Земля, повні сонячні затемнення відбувалися б раз на місяць, у кожну фазу нового місяця. Натомість, оскільки орбіта Місяця нахилена приблизно на 5 градусів до орбіти Землі, його тінь потрапляє на Землю лише тоді, коли Місяць проходить цю фазу близько до площини орбіти Землі, що відбувається приблизно кожні шість місяців - під час сезону затемнень. Це призводить до мінімум двох і максимум п’яти сонячних затемнень щороку, не більше двох з яких можуть бути повними.
У деяких стародавніх культурах сонячні затемнення приписувалися надприродним причинам і вважалися поганою прикметою. Сучасні теорії руху Місяця дозволяють розраховувати затемнення на сотні років у майбутнє й у минуле. Зокрема, порівняння розрахованих дат затемнень з історичними літописами дозволяє уточнювати хронологію.
Прямий погляд на Сонце може призвести до пошкодження очей, тому під час спостереження сонячного затемнення використовуються спеціальні засоби захисту очей або непрямі методи спостереження. Тільки повну фазу повного сонячного затемнення безпечно дивитися без захисту. Ентузіасти, відомі як пошукачі затемнень, а подорожують у віддалені місця, щоб побачити сонячні затемнення. А професійні науковці в результаті спостереження затемнень зробили ряд важливих відкриттів, серед яких сонячна корона, гелій і гравітаційне лінзування.

## Види сонячних затемнень
Розрізняють чотири види сонячних затемнень:
- Повне затемнення відбувається, коли темний силует Місяця повністю закриває яскраве світло Сонця, дозволяючи бачити набагато слабшу сонячну корону. Під час будь-якого затемнення повне затемнення відбувається в кращому випадку лише у вузькій сміжці на поверхні Землі[7]. Воно трапляється в середньому один раз на 10 років, а для даного конкретного місця на Землі воно може траплятись раз в кілька століть[8][9].
- Кільцеподібне затемнення спостерігається тоді, коли Сонце і Місяць знаходяться приблизно на одній лінії зі спостерігачем, але видимий розмір Місяця менший за розмір Сонця. Тому Сонце виглядає як дуже яскраве кільце, що оточує темний диск Місяця[10]. Це відбувається, коли під час затемнення Місяць знаходиться поблизу апогею своєї орбіти, і трапляється раз на один або два роки[11].
- Кільцеподібно-повне (або гібридне) затемнення в одних місцях Землі спостерігається як повне, а в інших - як кільцеподібне. Тільки близько 5 % усіх затемнень є кільцеподібно-повними.
- Часткове затемнення коли Сонце і Місяць не знаходяться точно на одній лінії зі спостерігачем, і Місяць лише частково закриває Сонце, так що спостерігач потрапляє лише в напівтінь. Зазвичай це явище можна побачити з більшої частини Землі поза межами кільцеподібного або повного затемнення. Деякі затемнення можна побачити лише як часткові, бо тінь проходить над полярними регіонами Землі і ніде не перетинає поверхню Землі[12]. Часткові затемнення слабко помітні з точки зору зміни яскравості Сонця.

Порівняння мінімальних і максимальних видимих розмірів Сонця і Місяця (і планет). Кільцеподібне затемнення може відбутися, коли Сонце має більший видимий розмір, ніж Місяць, а повне затемнення - коли Місяць має більший видимий розмір, ніж Сонце.

Відстань від Землі до Сонця приблизно в 400 разів більша за відстань до Місяця, а діаметр Сонця приблизно в 400 разів більший за діаметр Місяця. Оскільки ці співвідношення приблизно однакові, Сонце та Місяць видно із Землі під приблизно однаковими кутами - 0,5 градусів. 
Однак орбіта Місяця навколо Землі злегка еліптичніа (і орбіта Землі навколо Сонця теж, хоч і в меншій мірі). Тому видимі розміри Сонця і Місяця трохи змюються з часом. Відношення видимого розміру Місяця до видимого розміру Сонця під час затемнення називається величиною затемнення. Затемнення, яке відбувається, коли Місяць знаходиться на найближчій відстані до Землі (тобто поблизу свого перигею), може бути повним затемненням, оскільки Місяць буде здаватися достатньо великим, щоб повністю закрити диск Сонця; повне затемнення має величину затемнення більше 1. Навпаки, затемнення, яке відбувається, коли Місяць знаходиться на найбільшій відстані від Землі (тобто поблизу свого апогею), може бути лише кільцевим затемненням, оскільки Місяць буде здаватися трохи меншим за Сонце; величина кільцевого затемнення менше 1.
Гібридне затемнення відбувається, коли величина затемнення перетинає значення 1: ближче до середини земного диску вона більше 1, і затемнення виглядає повним, а ближче до краю диску вона менше 1, і затемнення є кільцевим. На тій ділянці шляху, де гібридне затемнення є повним, воно є надзвичайно вузьким за шириною шляху та відносно коротким за тривалістю в будь-якій точці порівняно з повністю повним затемненням. А на кінцях цієї ділянки, де відбувається перехід від повного до кільцевого затемнення, ширина та тривалість повного затемнення близькі до нуля.
Оскільки орбіта Землі навколо Сонця теж є еліптичною, відстань Землі від Сонця також змінюється протягом року. Через це змінюється видимий розмір Сонця, але не так сильно, як видимий розмір Місяця. Коли Земля наближається до апогею на початку липня, повне затемнення дещо більш імовірне, а коли Земля наближається до афелію на початку січня, то дещо більш імовірним є кільцеподібне затемнення.

### Термінологія затемнення
Візуальні фази, які спостерігаються під час повного затемнення, називаються:
- Перший контакт — коли лімб (край) Місяця дотикається до лімба Сонця.
- Другий контакт — починаючи з намистин Бейлі (спричинений світлом, що проходить крізь долини на поверхні Місяця). Майже весь диск покритий.
- Повне затемнення — Місяць закриває весь диск Сонця, і видно лише сонячну корону.
- Третій контакт — коли стає видно перше яскраве світло. Знову можна бачити намистини Бейлі.
- Четвертий контакт — коли задня грань Місяця перестає накладатися на сонячний диск і затемнення закінчується.

## Передбачення затемнень

### Геомерія

Геометрія повного сонячного затемнення (не в масштабі)

Діаграма праворуч показує розташування Сонця, Місяця та Землі під час сонячного затемнення. Темно-сіра область між Місяцем і Землею — це тінь, де Сонце повністю закрите Місяцем. Невелика область, де тінь торкається поверхні Землі, - це місце, де можна побачити повне затемнення. Більша світло-сіра область — півтінь, у якій можна побачити часткове затемнення. Спостерігач, який перебуває в продовженні кону тіні за його вершину, побачить кільцеве затемнення.
Орбіта Місяця навколо Землі нахилена під кутом трохи більше 5° до площини орбіти Землі навколо Сонця (екліптики). Тому молодий місяць зазвичай проходитиме на північ або на південь від Сонця. Сонячне затемнення може відбутися лише тоді, коли молодий місяць знаходиться поблизу однієї з точок, де орбіта Місяця перетинає екліптику (вузлів орбіти).
Орбіта Місяця також еліптична, тож відстань Місяця від Землі може відрізнятися приблизно на 6 % від її середнього значення. Видимий розмір Місяця змінюється залежно від його відстані від Землі, саме цей ефект, головним чином, визначає різницю між повними та кільцевими затемненнями. Відстань Землі від Сонця також змінюється протягом року, але на меншу величину. У середньому Місяць здається трохи меншим за Сонце, якщо дивитися із Землі, тому більшість (близько 60 %) центральних затемнень є кільцевими. Лише тоді, коли Місяць знаходиться ближче до Землі, ніж у середньому (поблизу свого перигею), відбувається повне затемнення.
|                           | Місяць               | Місяць                  | Сонце                | Сонце             |
| У перигеї (найближче)     | В апогеї (найдальше) | В перигелії (найближче) | В афелії (найдальше) |                   |
| ------------------------- | -------------------- | ----------------------- | -------------------- | ----------------- |
| Середній радіус           | 1 737,10 км          | 1 737,10 км             | 696 000 км           | 696 000 км        |
| Відстань                  | 363 104 км           | 405 696 км              | 147 098 070 км       | 152 097 700 км    |
| Кутовий діаметр           | 33' 30" (0,5583°)    | 29' 26" (0,4905°)       | 32' 42" (0,5450°)    | 31' 36" (0,5267°) |
| Видимий розмір в масштабі |                      |                         |                      |                   |

### Періодичність на рік
Щороку відбувається від двох до п’яти сонячних затемнень, принаймні по одному за сезон затемнень. З моменту введення григоріанського календаря в 1582 році, шість сонячних затемнень відбулися в 1693, 1758, 1805, 1823, 1870 і 1935 роках, а наступна така подія станеться 2206 року. В середньому за кожне століття відбувається близько 240 сонячних затемнень.

Схема сонячного затемнення

| 5 січня            | 3 лютого          | 30 червня         | 30 липня           | 25 грудня               |
| Часткове (південь) | Часткове (північ) | Часткове (північ) | Часткове (південь) | Кільцеподібне (південь) |
| ------------------ | ----------------- | ----------------- | ------------------ | ----------------------- |
| Сарос 111          | Сарос 149         | Сарос 116         | Сарос 154          | Сарос 121               |

### Кінець повних затемнень
Спостережуване зараз різноманіття типів затемнень є тимчасовим. Сотні мільйонів років тому Місяць був ближче до Землі, і кожне сонячне затемнення було повним або частковим, а кільцевих затемнень не було. Через припливне прискорення орбіта Місяця навколо Землі з кожним роком видаляється приблизно на 3,8 см. Через мільйони років Місяць буде занадто далеко, щоб повністю закривати Сонце, і повних затемнень не стане. За той самий проміжок часу Сонце має збільшитися за розміром через перебіг своєї зоряної еволюції. Оцінки часу, коли Місяць не зможе повністю закрити Сонце при спостереженні з Землі, варіюються від 650 мільйонів до 1,4 мільярда років у майбутнє.

## Історичні затемнення

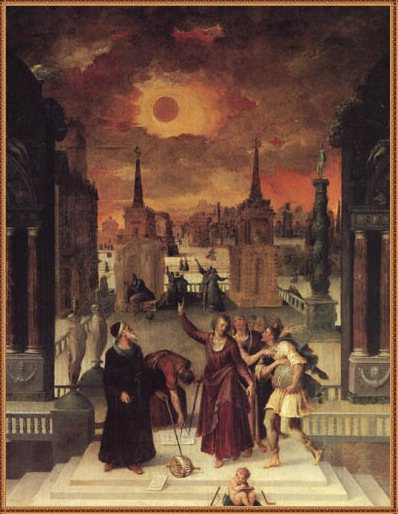
Картина «Астрономи, які вивчають затемнення» Антуана Карона 1571 року

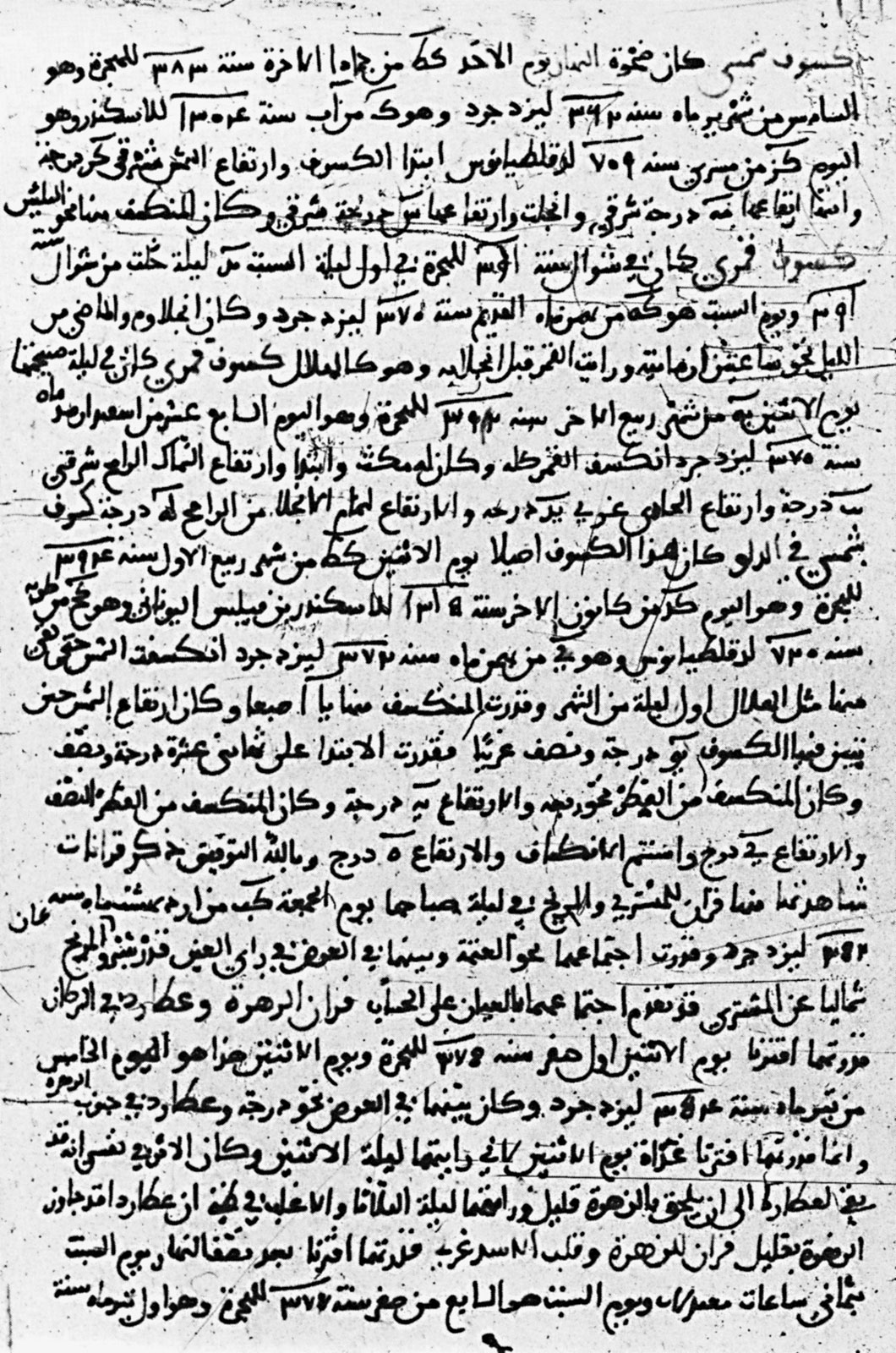
Описи сонячних затемнень 993 і 1004 років, а також місячних затемнень 1001 і 1002 років Ібн Юнусом з Каїра (бл. 1005).

Історичні затемнення дуже цінні, бо дозволяють точно датувати деякі історичні події і таким чином зробити хронологічну привʼязку стародавніх календарів. Сонячне затемнення 15 червня 763 року до н. е., згадане в ассирійському тексті, є важливим для хронології Давньої історії Близького Сходу.
Легендарний китайський цар Чжун Кан нібито обезголовив двох астрономів Сі та Хо, які не змогли передбачити затемнення 4000 років тому. Китайські записи про затемнення починаються приблизно з 720 року до нашої ери. Астроном IV ст. до н. е. Ши Шень описав передбачення затемнень за допомогою відносного положення Місяця та Сонця.
Давньогрецький історик Геродот писав, що Фалес Мілетський передбачив затемнення, яке сталося під час битви між мідійцями та лідійцями, можливо, 28 травня 585 р. до н.е. Обидві сторони склали зброю і оголосили мир внаслідок затемнення. Інше затемнення, описане Геродотом, сталось перед тим, як Ксеркс вирушив у свою експедицію проти Греції. Воно традиційно датується 480 роком до н. е. і може бути асоційоване з кільцевим затемненням в Сардах 17 лютого 478 до н. е. або з частковим затемненням в Персії 2 жовтня 480 року до н. е.. Геродот також повідомляє про сонячне затемнення в Спарті під час другого перського вторгнення в Грецію. Дата затемнення (1 серпня 477 р. до н. е.) не зовсім збігається з загальноприйнятими датами вторгнення, прийнятими істориками.
Хроніки Раннього Середньовіччя писали про затемнення на початку травня 664 року, яке збіглося з початком епідемії чуми 664 року на Британських островах.
Перше зареєстроване спостереження корони було зроблено в Константинополі в 968 році нашої ери.

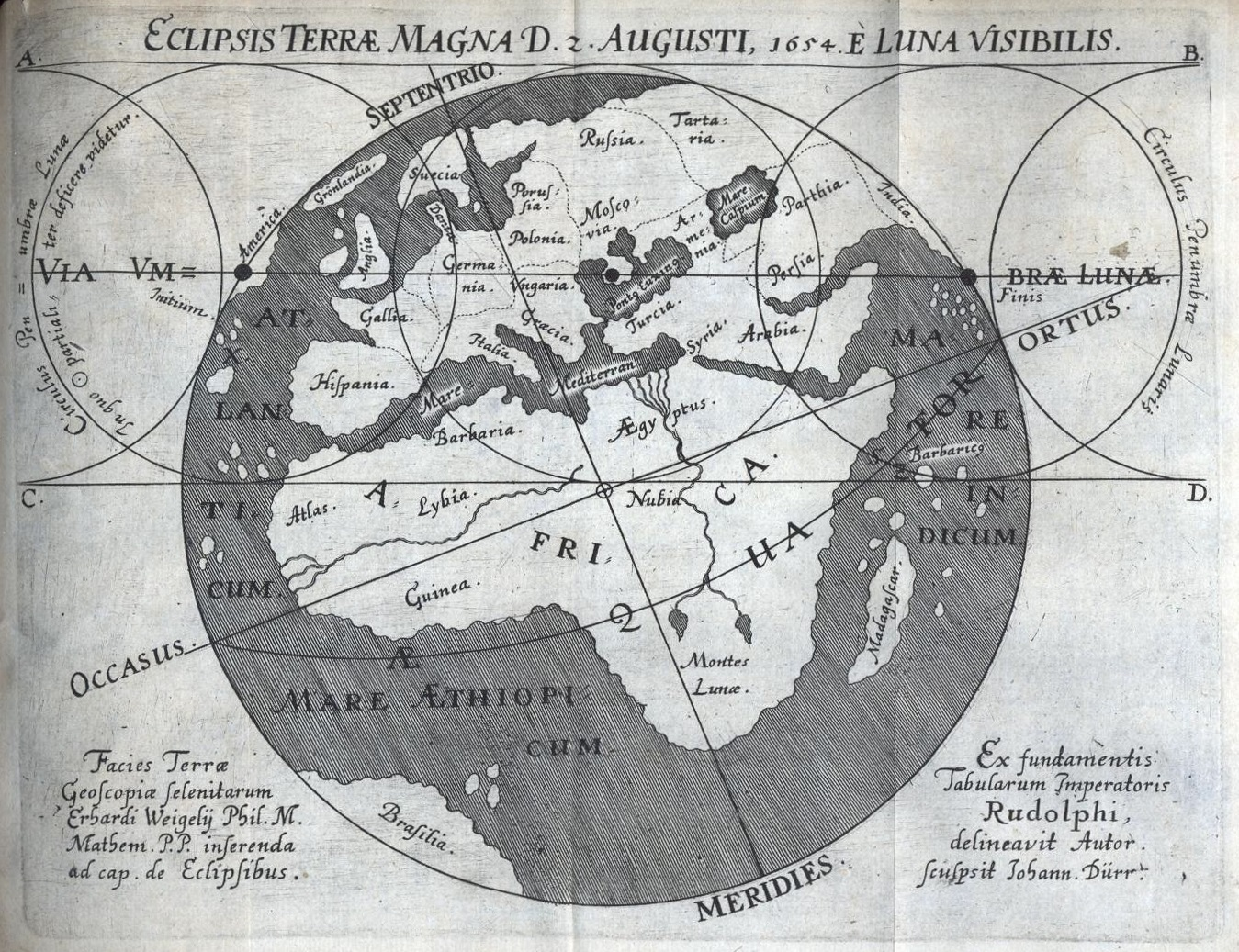
Ерхард Вейгель передбачив хід місячної тіні 12 серпня 1654 року

Перше відоме телескопічне спостереження повного сонячного затемнення було зроблено у Франції в 1706 році. За дев'ять років англійський астроном Едмунд Галлей точно передбачив і спостерігав сонячне затемнення 3 травня 1715 року. В 1842 році корона була ідентифікована як частина атмосфери Сонця, а перша фотографія (або дагеротип) повного затемнення була зроблена під час сонячного затемнення 28 липня 1851 року. Спостереження сонячного затемнення 18 серпня 1868 року за допомогою спектроскопа дозволило визначити хімічний склад Сонця.
2 серпня 2027 року на Землі буде спостерігатися найтриваліше повне сонячне затемнення XXI ст., яке буде тривати протягом 6 хв. 22 с.
16 липня 2186 року відбудеться найдовше повне сонячне затемнення, яке коли-небудь передбачали в історії людства. Його тривалість сягне 7 хв. і 29 с. Востаннє подібне за масштабом явище відбувалося близько 12 тис. років тому.

## Спостереження
Погляд прямо на фотосферу Сонця навіть протягом лише кількох секунд може призвести до незворотного пошкодження сітківки ока через інтенсивне видиме та невидиме випромінювання фотосфери. Це пошкодження може призвести до погіршення зору і навіть до сліпоти. Сітківка не чутлива до болю, і наслідки пошкодження сітківки можуть не проявлятися протягом кількох годин, і людина не одразу дізнаєтся, що заподіяла собі травму.
За нормальних умов Сонце настільки яскраве, що на нього важко дивитися прямо. Однак під час затемнення, коли значна частина сонячного диска закрита Місяцем, дмвитись на нього легше, але так само небезпечно (за винятком короткого періоду повного затемнення, коли диск Сонця повністю закритий). Дивитись на Сонце через будь-який оптичний прилад (бінокль, телескоп або навіть видошукач оптичної камери) надзвичайно небезпечно - це може призвести до незворотного пошкодження очей протягом долі секунди.
2 березня 2025 року, посадковий модуль Blue Ghost, вперше в історії, зробив знімки сонячного затемнення, яке спостерігалося з поверхні Місяця. Отримані кадри зафіксували момент виходу Сонця з повної фази затемнення, коли Земля закривала світило і відкидала тінь на місячний ландшафт.

## Поведінка тварин
Група українських дослідників вивчала біологічний вплив повного сонячного затемнення 11 серпня 1999 року у Болгарії. Зниження температури повітря під час затемнення досягало 6—7° відносно її нормальних значень у даний період доби. Ще до початку повної фази помітно змінилася поведінка птахів та комах. За 24 хв до повного затемнення ластівки стали збиратися у великі зграї, а через 1 хв після них те ж саме зробили і мартини. За 4 хв до повної фази всі ластівки відлетіли до своїх гніздовищ. Слід зазначити, що у вечірній час цієї пори року вони продовжували польоти у присмерках і за помітно меншої освітленості. За 2 хв до повної фази почало поступово затихати цвіркотіння коникових. У момент настання повного затемнення повністю замовкли всі денні комахи, а присмерково-нічні види також не виявили ніякої активності. Мартини, навпаки, галасували помітно частіше та гучніше. По деяких селах водночас заспівали півні. Перші звуки окремих представників комах можна було почути лише через 4 хв після закінчення повної фази. Перші ластівки з'явились через 11 хв після закінчення повної фази, а через 15 хв після неї птахи відновили звичайні маршрути своїх польотів. За хвилину до цього (через 14 хв після Т3) великі зграї мартинів почали потроху розпадатися. Цвіркотіння коників та інших денних комах повністю відновилося через 20 хв, а загальна чисельність ластівок у колі зору — приблизно через годину. До кінця часткової фази (Т4) активність тварин повернулася до звичайного добового ритму. Розподіл птахів на місцевості під час повного сонячного затемнення 11 серпня 1999 р. визначався насамперед фактором освітленості. Водночас динаміка температури повітря з дуже малим запізненням відбивала динаміку освітленості.